# Fedra (Mayr)
Fedra és una òpera (melodramma serio) en dos actes composta per Simon Mayr i llibret en italià de Luigi Romanelli basat en l'obra de Jean Racine Fedra. Es va estrenar el 26 de desembre de 1820 a La Scala de Milà, amb Teresa Belloc-Giorgi, Adelaide Tosi i Nicola Tacchinardi com a protagonistes. Fedra és la penúltima òpera composta per Mayr.